# Image of Victory
Image of Victory (engl., übersetzt: Bild des Sieges) ist ein im Jahr 2021 erschienenes Filmdrama des israelischen Filmregisseurs Avi Nesher.
Der Historienfilm erzählt von der während des Israelischen Unabhängigkeitskrieges ausgetragenen Schlacht um das Kibbuz Nitzanim.
Das Kriegsdrama wurde in 15 Kategorien für den Ophir Award 2021 nominiert.

## Handlung
Der Film spielt von Ende 1947 und Juni 1948 und konzentriert sich hauptsächlich auf die Tage vor der Schlacht von Nitzanim und auf die am 7. Juni 1948 ausgetragene Schlacht selbst, an deren Ende Nitzanim von Ägyptern erobert und die überlebenden Verteidiger gefangen genommen wurden.

## Rezeption
In der Jerusalem Post (JP) wurde der Film als „ein großartiges Antikriegsepos“ bezeichnet. Dieses sei „nicht so sehr ein politischer Film wie eine existenzielle Aussage über den Preis, der für den Titel Bild des Sieges im wahrsten Sinne des Wortes gezahlt wurde“. Image of Victory sei „die Krönung von Neshers Karriere und es ist der seltene Film, der ändern könnte, wie du die Welt siehst.“
In The Guardian wurde zu Image of Victory kommentiert: „Ein Film, der versucht, sich in alle einzufühlen, läuft Gefahr, niemandem zu gefallen“. „Als ein großes Ensemble-Drama“ sei der Film „ausgesprochen unterhaltsam“. Außerdem erinnere der Soundtrack „manchmal an Ennio Morricones Kompositionen für Es war einmal in Amerika“
In der Jewish News of Northern California hieß es, dass der Film „seine Schwächen“ habe. „Die Verwendung von rauer Big-Band-Jazzmusik zur Untermalung einer Kampfszene“ erweise sich als „irritierend“. Eine „surrealistische Schlussszene – in der der Regisseur die vierte Wand durchbricht und einen sinnlosen visuellen Stunt hinlegt“ sei „so fehl am Platz, dass es den Film fast auf den Kopf“ stelle. Gelobt wurden dagegen unter anderem „hervorragende Darbietungen“ sowie die „Spannung der Geschichte“, was Image of Victory laut dem Rezensenten „zu einem der besten Filme, die in den letzten Jahren aus Israel kamen“ mache.